# ヘンリー・ルーズベルト

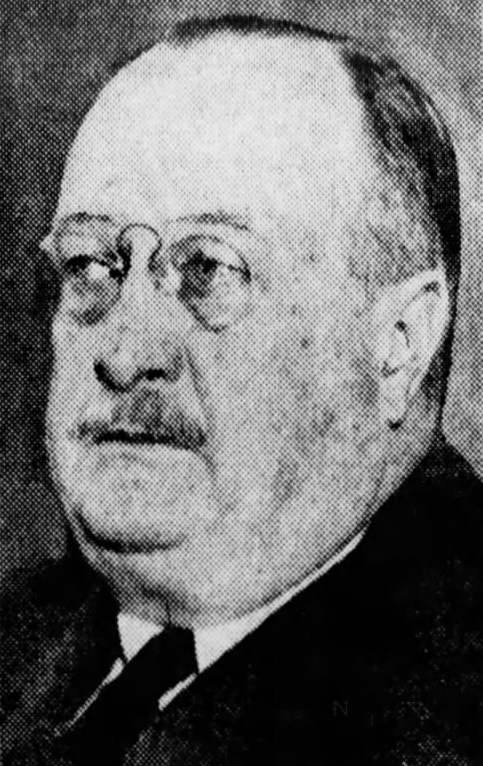
ヘンリー・ルーズベルト

ヘンリー・ラトローブ・ルーズベルト (Henry Latrobe Roosevelt、1879年10月5日– 1936年2月22日)はアメリカの海軍軍人。
ルーズベルト家一族として、ニュージャージー州モリスタウンで生まれた。父は海軍に務めていたニコラス・ラトローブ・ルーズベルト、曽祖父はニコラス・ルーズベルト。1896年に海軍兵学校に入学したが、卒業しなかった。海兵隊中佐となり、米西戦争に従軍した。フィラデルフィア、パナマ、キューバ、ハイチに駐留した。1920年に引退後、1923年から1928年にRCAの欧州マネージャーを務めた。また、トルコのアンカラとポーランドのワルシャワの大きなラジオ局で監督を務めた。
1933年にアメリカ合衆国に戻ると、すぐに海軍長官クロード・スワンソンにより、海軍次官補に選ばれた。セオドア・ルーズベルト、フランクリン・ルーズベルト(当時の大統領)、セオドア・ルーズベルト・ジュニア、セオドア・ダグラス・ロビンソンに次いで、その地位としてはルーズベルト家で五番目である。スワンソンの病死により、代理の海軍長官となった。戦争抑止力として海軍の強化を求め、多くの査察や演説などの行った。
1902年、カリフォルニア州巡回判事W・W・モローの娘エレノア・モローと結婚した。 ウィリアム・モロー、ヘンリー・ラトローブ、エレノア・キャサリンという3人の子供がおり、エレノアはアメリカ合衆国下院議員ジェームズ・ウォルコット・ワズワース・ジュニアの息子ルベルディ・ワズワースと結婚した。ベセスダ海軍病院で、腸のインフルエンザ後の心臓発作で死亡した。